# Veliko Trgovišće
Veliko Trgovišće je naseljeno mjesto i istoimena općina u Hrvatskom zagorju, u sastavu Krapinsko-zagorske županije.
Prvi put u pisanim dokumentima spominje se 1501. godine. Nalazili su se posjedi grofova Erdödy iz Novih Dvora Klanječkih.

## Zemljopis
Opći podaci
- Regija: Hrvatsko zagorje
- Površina: 46,65 km2
- Broj stanovnika: 5.207 (2001.g.)
- Broj stanovnika: 4.945 (2011.g.)
- Broj domaćinstava: 1.660 (2001.g.)
- Broj domaćinstava: 1.468 (2011.g.)
- Prosječna gustoća naseljenosti: 111,89 st/km2
- Prosječna gustoća naseljenosti: 106 st/km2

## Stanovništvo
- Broj stanovnika: 5.207 (2001.g.)
- Broj stanovnika: 4.945 (2011.g.)
- Broj domaćinstava: 1.660 (2001.g.)
- Broj domaćinstava: 1.468 (2011.g.)

| broj stanovnika | 4036  | 4645  | 5009  | 5479  | 6004  | 6515  | 6368  | 6838  | 6765  | 6584  | 6194  | 5886  | 5717  | 5381  | 5220  | 4945  | 4448  |
|                 | 1857. | 1869. | 1880. | 1890. | 1900. | 1910. | 1921. | 1931. | 1948. | 1953. | 1961. | 1971. | 1981. | 1991. | 2001. | 2011. | 2021. |

| broj stanovnika | 478   | 589   | 606   | 738   | 867   | 972   | 968   | 1144  | 1131  | 1149  | 1209  | 1208  | 1263  | 1253  | 1239  | 1250  | 1193  |
|                 | 1857. | 1869. | 1880. | 1890. | 1900. | 1910. | 1921. | 1931. | 1948. | 1953. | 1961. | 1971. | 1981. | 1991. | 2001. | 2011. | 2021. |

## Uprava
- Načelnik: Robert Greblički
- Predsjednik Općinskog Vijeća: Štefica Kukolja

## Poznate osobe
- Dr. Franjo Tuđman (1922. – 1999.), prvi hrvatski predsjednik
- Ivan Nepomuk Jemeršić, hrvatski katolički svećenik

## Spomenici i znamenitosti
- rodna kuća prvog hrvatskog predsjednika Dr. Franje Tuđmana
- zgrada stare škole Veliko Trgovišće
- Dvorac Vižovlje - privatno vlasništvo
- Župna kurija Veliko Trgovišće
- crkva Majka Božja od sedam žalosti, Veliko Trgovišće
 - Gradnja zapocela 1842. g., te blagoslovljena 1876.g.
- crkva Sveta tri kralja u Velikoj Erpenji
 - Barokna crkva sagradena 1650. g.
- kapela sv. Jurja na Jezeru
 - Sagrađena 1622.g.
- kapela Blažene Djevice Marije u Strmcu
 - Kasnobarkona crkva sagradena 1772. g.

### Arheološka nalazišta
Na području općine Veliko Trgovišće dosad je otkriveno jedno arheološko nalazište, a riječ je nekropoli pod tumulima koja se nalazi na širem području naselja Veliko Trgovišće. Nalazište se prvi put u stručnoj literaturi spominje 1962. godine od strane Zdenka Vinskog i Ksenije Vinski-Gasparini, poznatih hrvatskih arheologa iz Arheološkog muzeja u Zagrebu. Tumuli, odnosno zemljani grobni humci promjera su između 30 i 60 metara, a visine su između 6 i 12 metara, što ih uvrštava među najveće dosad otkrivene tumule na prostoru sjeverne Hrvatske. Iako tumuli dosad nisu bili iskopavani, zbog svojih velikih dimenzija ih možemo usporediti samo s tumulima iz vremena starijeg željeznog doba (800. – 450. g. pr. Kr.) pa se iz tog razloga i preliminarno datiraju u spomenuto razdoblje. Prema lokalnoj usmenoj predaji, tumuli se nazivaju "gorica", a pod njima se nalazi staro groblje. Planirana interdisciplinarna nedestruktivna istraživanja te arheološka iskopavanja trebala bi dati više podataka o ovom iznimnom arheološkom nalazištu, kao i otkriti lokaciju pripadajućeg prapovijesnog naselja.

## Obrazovanje
- Osnovna škola Veliko Trgovišće
- Područna škola Dubrovčan

## Kultura
- KUD Sloga
- Limena glazba "Zvona"
- Puhački orkestar "Mrzlo polje"
- Mažoretkinje Dubrovčan
- znanstveni skup Dani dr. Franje Tuđmana

## Šport
- NK Zagorec Veliko Trgovišće
- Streljačko društvo "Veliko Trgovišće", osnovano 27. travnja 1978. godine pod imenom "Kovina".
- NK "Omladinac" Dubrovčan

Održava se IAU Svjetski samostrijelski kup u field samostrelu.

## Vanjske poveznice
- Veliko Trgovišće – službene mrežne stranice općine